# قرمص
قرمص قرية سورية تتبع ناحية عوج في منطقة مصياف في محافظة حماة وتقع غرب بلدة تلذهب التابعة لمنطقة الحولة . بلغ عدد سكانها 5331 نسمة في عام 2004 حسب إحصاء المكتب المركزي للإحصاء.

## الموقع
تقع في بداية جبل الحلو وهي قرية جميلة جدا باردة شتاء أمطارها حوالي 400-500ملم.
تنتشر الزراعات المختلفة من اشجار الفواكه والمزروعات الموسمية مثل القمح، وتنتشر اشجار الزيتون إضافة للعنب وغيرها من المزروعات الصيفية والشتوية. وتتميز بوفرة المياه العذبة فيها فهي تروي أكثر من قرية .
تبعد نفس المسافة تقريبا عن حمص وحماه ومصياف وتقدر هذه المسافة ب35 كيلومتر.

## وصلات خارجية
- الوحدات الإدارية في محافظة حماة نسخة محفوظة 18 أبريل 2019 على موقع واي باك مشين.